# Réclusion criminelle en France
Ne doit pas être confondu avec Détention criminelle en France.
En droit français, la réclusion criminelle est une peine criminelle de droit commun, privative de liberté de minimum 10 ans, se traduisant par une incarcération au sein d'un établissement pour peines (maison centrale ou centre de détention). Elle fut instituée en 1960 pour remplacer la peine de travaux forcés.
En présence d'un délit, la peine de prison est appelée légalement un « emprisonnement ». Dans ce cas, la peine ne peut excéder 10 ans.

## Historique
En France sous l'Ancien Régime, un criminel pouvait être condamné à une peine de travaux forcés appelée « galères » d'une durée qui pouvait être de cinq à quinze ans, voire à perpétuité, c'est-à-dire dans les faits pour une durée de trente ans ; la peine s'accomplissait dans un arsenal de la Marine (Brest, Cherbourg, Rochefort, Toulon, Marseille). Les forçats travaillaient le même temps que les ouvriers des arsenaux, et souvent avec eux, bénéficiaient des mêmes jours fériés et percevaient le même salaire, dont une moitié était utilisée pour leur entretien, et l'autre conservée pour leur constituer un pécule. Pour les forçats qui en avaient la capacité, ces travaux pouvaient consister en travaux d'écriture ou d'administration. Les prisonniers étaient revêtus de la « livrée de bagnard » réglementaire comportant un habit jaune et un bonnet rouge. Les femmes condamnées à la peine des galères avaient leur peine systématiquement commuée en peine de détention dans un couvent de filles où elles pouvaient être contraintes à travailler.
La peine aux travaux forcés est reprise par le Code pénal révolutionnaire de 1791 sous les dénomination des « fers », puis elle est instituée dans le Code pénal napoléonien de 1810. Dans le Code pénal de 1810, la peine aux travaux forcés y est décrite à l'art. 15 : « Les hommes condamnés aux travaux forcés seront employés aux travaux les plus pénibles; ils traîneront à leurs pieds un boulet, ou seront attachés deux à deux avec une chaîne, lorsque la nature du travail auquel ils seront employés le permettra». Cette peine est d'abord subie dans les bagnes métropolitains, puis l’est à partir de 1852 dans les bagnes coloniaux.
Les bagnes portuaires métropolitains ont été fermés par le décret du 27 mars 1852 qui ordonnait le transfert de tous les forçats dans le bagne de la Guyane française. Quatre jours après la promulgation du décret, un premier convoi de « transportés » quitta la France pour la Guyane. Entre 1852 et 1862, 12 750 forçats y furent envoyés afin de mettre en valeur l’est du pays. Les bagnes coloniaux ne furent pourtant officiellement institués que deux ans plus tard, par la loi du 30 mai 1854 qui disposait que la peine de travaux forcés serait désormais subie en Guyane, que les condamnés y seraient employés aux travaux les plus pénibles de la colonisation, et qu’une fois leur peine achevée, les bagnards seraient astreints à la « duplication de la peine » ou « doublage », c’est-à-dire qu’ils auraient l’obligation de résider dans la colonie un temps équivalent à celui de leur condamnation; les condamnés à huit ans et plus devraient y séjourner définitivement. La Cour de cassation imposa une limite d'âge à cette peine, rejetant ainsi son application à un individu âgé de plus de soixante ans.
Avant le décret du 17 juin 1938, les condamnés aux travaux forcés étaient transférés dans des bagnes, notamment en outre-mer (bagne de la Guyane française, bagne de Nouvelle-Calédonie…). À partir de ce décret et jusqu'à son abolition, la peine de travaux forcés sera désormais exécutée dans une maison de force. La peine de travaux forcés était dans l’échelle des condamnations la plus lourde peine infligée par les tribunaux après la peine de mort et avant la peine de la réclusion et pouvait être prononcée à titre de peine perpétuelle ou à temps. Les bagnards portaient une tenue avec des larges rayures alternées noires et blanches qui couvraient verticalement le pantalon, la vareuse et le bonnet, horizontalement les manches.
La réclusion criminelle a été instituée sous la Cinquième République par l'ordonnance du 4 juin 1960 pour remplacer à la fois la peine des travaux forcés et celle de la réclusion. La réclusion était la peine criminelle de droit commun, afflictive et infamante, d'une durée de cinq à dix ans et exécutée en maison centrale. Le travail rémunéré en maison d'arrêt est devenu courant au XXe siècle mais fait l'objet de volontariat de la part des détenus, qui voient en cette activité un moyen d'occupation et de rémunération. Une partie des gains est obligatoirement destinée aux victimes et au fonds de solidarité des victimes.

## Description
Prononcée par une cour d'assises et prévue par l'article 131-1 du Code pénal, elle peut être limitée dans le temps (entre 10 et 30 ans) ou à perpétuité. La durée de la réclusion criminelle à temps est de dix ans au moins. La réclusion criminelle peut être assortie d'une période de sûreté.
La peine de réclusion criminelle encourue sera, selon la gravité du crime commis :
- à perpétuité ;
- de trente ans au plus ;
- de vingt ans au plus ;
- de quinze ans au plus.

L'article 3 de la Convention européenne des droits de l'homme dispose que « nul ne peut être soumis à la torture ni à des peines ou traitements inhumains ou dégradants ». La Cour européenne des droits de l'homme considère qu'une condamnation à perpétuité est compatible avec la Convention en raison de la possibilité de la personne condamnée de voir son jugement révisé en cas de bonne conduite.

## Réclusion criminelle et détention criminelle
Le nom d'une peine de prison varie en fonction de la qualification de l'infraction. En matière criminelle, il faut distinguer la réclusion criminelle de la détention criminelle. Il s'agit des dénominations des peines de prison prononcée en présence de crimes suivant que le crime est qualifié de politique ou non :
- La réclusion criminelle consiste à détenir une personne pour un temps prescrit par une décision de justice. Auparavant il existait la peine de mort, la déportation ou les travaux forcés. Pour un crime, la peine maximale est la réclusion criminelle à perpétuité.
- En cas de crime politique, la peine de prison se nomme détention criminelle.

## Réclusion criminelle à perpétuité
De nombreux crimes sont punis en France de la réclusion criminelle à perpétuité, dont les meurtres aggravés, la séquestration avec torture, les viols violents ayant entraîné la mort, la direction de trafic de stupéfiants (voir liste des crimes passible de la réclusion criminelle à perpétuité). Toutefois, cette peine peut éventuellement être aménagée après l'expiration de la période de sûreté prononcée lors du jugement sur décision d'un juge de l'application des peines. Dans le cas de condamnation à la réclusion criminelle à perpétuité, la durée de la période de sureté est de 18 ans. Toutefois, la Cour d'assises peut décider, par décision spéciale, soit de porter la période de sureté jusqu'à 22 ans, soit de réduire la durée de la période de sureté. La période de sureté peut aussi être porté à 30 ans par décision spéciale de la cour d'assises pour certains crimes, et peut être illimitée dans le cas des quatre crimes passibles de la perpétuité incompressible.
La condamnation à perpétuité concernait 484 condamnés en 2023.

### Historique
La peine de prison perpétuelle avait été abolie par le Code pénal de 1791, mais réintroduite par le Code pénal de 1810. En 1840, Napoléon III qui venait d'être condamné à perpétuité se demandait « Combien de temps dure la perpétuité en France ? ». La période de sûreté a été instaurée en 1977, son maximum fut à l'époque fixé à 18 ans. Avant cela, la loi ne prévoyait aucune forme de période de sûreté, simplement un temps d'épreuve de 15 ans.
En 1986, le maximum de la période de sûreté fut relevé à 30 ans à l'initiative de Charles Pasqua (gouvernement Chirac),, pour les crimes suivants :
- Meurtre ou assassinat :
  - Accompagné de tortures ou d'actes de barbarie ;
  - Sur un mineur de quinze ans ; une personne vulnérable hors d'état de se protéger à raison de son état physique ou mental ; une personne âgée de plus de soixante-dix ans ou sur un magistrat, un juré, un agent de la force publique ou de l'administration pénitentiaire à l'occasion de l'exercice de ses fonctions ;
  - Précédé, accompagné ou suivi d'un autre crime (la torture et les actes de barbarie ont été classés séparément car à l'époque il ne s'agissait pas d'un crime) ;
  - Par une personne déjà condamnée pour l'un ou l'autre de ces crimes ;
- Enlèvement et séquestration ayant entrainé la mort de la victime et/ou ayant été accompagné de tortures ou d'actes de barbarie ;
- Attentat dont le but aura été de répandre le massacre ou la dévastation dans une ou plusieurs communes ;
- Détournement avec violence ou menace de violence d'un moyen de transport collectif ayant entraîné la mort.

Cette loi prévoyait toutefois la possibilité, toujours existante aujourd'hui, d'obtenir une réduction exceptionnelle de période de sûreté après en avoir effectué les deux tiers.
Lors de l'instauration d'un nouveau code pénal en 1992, la majorité de gauche ramena la période de sûreté à 22 ans, sauf pour les meurtres d'enfants doublés de viol ou de torture. En 1994, à l'initiative de Pierre Méhaignerie, Garde des Sceaux du gouvernement Balladur, a été instaurée la « période de sûreté perpétuelle » pour ces cas, à la suite du meurtre de Karine (8 ans) par le récidiviste Patrick Tissier. Cette possibilité a été étendue en 2011 aux cas de meurtres de personnes dépositaires de l'autorité publique commis avec préméditation ou en bande organisée.

### Législation actuelle

#### Cas général
En France, la réclusion criminelle à perpétuité s’applique aux crimes de droit commun et la détention criminelle à perpétuité aux crimes que l’on qualifie couramment de « politiques ». Cette distinction existe depuis des décennies ; avant 1981 et la loi Badinter, les criminels de droit commun condamnés à mort étaient guillotinés et les autres criminels, fusillés par un peloton d’exécution. Il est à noter que les actes terroristes ne sont pas punis de détention criminelle et ne sont donc pas reconnus comme des infractions politiques (comme l’espionnage par exemple). L’article 729 du code de procédure pénale impose un temps d’épreuve de 18 ans aux condamnés à perpétuité ou de 22 ans s’ils sont en état de récidive légale. Le temps d’épreuve n’est pas à confondre avec la période de sûreté ; le premier ne concerne que la libération conditionnelle et il est automatique, le second est modulé par la cour d’assises et concerne tous les aménagements de peines (comme la semi-liberté). Les réductions de peine ne peuvent descendre en dessous de la période de sûreté, alors que le temps d’épreuve se modifie avec la peine (cependant, pour les condamnés à perpétuité, les réductions de peines sont remplacées par des réductions de temps d'épreuve).
La durée de la période de sûreté dépend de l’application de l'article 132-23 du code pénal. Lorsqu’il est précisé dans l’article prohibant un crime que les deux premiers alinéas de cet article 132-23 lui sont applicables, la période de sûreté est de 18 ans, à moins que la cour ne décide de la baisser ou de l’élever, sans pouvoir excéder 22 ans. Lorsqu’il n’est pas fait référence à l’article 132-23, il n’y a pas de période de sûreté, mais la cour d’assises peut malgré tout en fixer une de sa propre initiative, sans toujours pouvoir aller au-dessus de 22 ans. En effet le troisième alinéa de l’article 132-23 est applicable même en l’absence de référence.
Une exception à la règle existe toutefois (instaurée en 1994 à l'initiative de Pierre Méhaignerie). Elle est applicable dans deux cas que sont : les meurtres d’enfants précédés ou accompagnés de viols, de tortures ou d’actes de barbarie ; et les meurtres de personnes dépositaires de l'autorité publique commis avec préméditation ou en bande organisée.
En ce cas, la cour d'assises peut décider soit de porter la période de sûreté à 30 ans, soit que le condamné ne pourra bénéficier d’aucun aménagement de peine, (ce que beaucoup appellent la perpétuité réelle ou incompressible). L’article 720-4 du code de procédure pénale permet d’obtenir « à titre exceptionnel » une réduction ou la suppression de la période de sûreté auprès du tribunal d’application des peines si ce dernier constate des « gages sérieux de réadaptation sociale ». S’il s’avère que la période de sûreté est de 30 ans, le condamné doit avoir été en prison 20 ans au cours de sa vie avant de pouvoir demander une réduction. Si le condamné purge la perpétuité « réelle », il ne peut demander de remise en cause de cette décision spéciale que s’il a été en prison 30 ans et doit être examiné par trois des experts médicaux de la Cour de cassation qui statuent sur sa dangerosité. La perpétuité « réelle » française n’est donc en fait pas si réelle que cela, mais elle en est proche. Il est également possible d’obtenir une réduction du temps d’épreuve d’un douzième de la peine (18 mois sur 18 ans), ou d’un dix-huitième si le condamné est récidiviste (15 mois sur 22 ans). En effet, les condamnés à perpétuité ne peuvent bénéficier de réduction de peine puisque la leur n’est pas chiffrée mais la réduction du temps d’épreuve est équivalente à une augmentation des chances de libération. Si le condamné fait l’objet d’une période de sûreté, la réduction du temps d’épreuve ne peut aller en dessous de cette durée, le condamné doit donc obtenir une baisse préliminaire de cette période. Une réduction supplémentaire allant jusqu’à 5 ans ne peut leur être accordée que s’ils empêchent la réalisation d’une infraction pénale en divulguant des informations.
Par ailleurs, la loi spécifie que nul ayant été condamné à une période de sûreté de plus de quinze ans ne peut se voir accorder la liberté conditionnelle avant d'avoir fait un an à trois ans de semi-liberté, ce qui concerne la quasi-totalité des condamnés à perpétuité. Les condamnés à perpétuité font l’objet d’un suivi socio-judiciaire dont la durée est fixée par la cour d’assises ; il peut aller jusqu’à trente ans ou être de durée illimitée (le suivi illimité pouvant en fait être arrêté passé trente ans par le tribunal d’application des peines). En plus de ce suivi, les condamnés à perpétuité font l’objet de « modalités d’exécution et [de] conditions auxquelles l’octroi et le maintien de la liberté est subordonné » dont la durée est de cinq à dix ans, sauf pour les condamnés à la perpétuité « réelle » où il ne peut y avoir aucune limitation dans le temps. L’article 720-1-1 du code de procédure pénale permet également de libérer tout condamné si son état de santé l’exige ou s’il est en fin de vie, sauf si le risque de récidive est trop grand. Cet article instauré par la loi Kouchner sur le droit des malades a permis entre autres les libérations controversées de Joëlle Aubron et de Maurice Papon. Il s'agit là d'une « suspension de peine », ce qui signifie que le condamné peut être réincarcéré en raison d'une amélioration de son état de santé ou de sa dangerosité, et devra alors purger le temps qu'il a effectué en liberté. Le président de la République française dispose également du droit de faire grâce en vertu de l’article 17 de la Constitution de 1958, mais dans la pratique le chef de l’État n’exerce pas ce droit envers les condamnés à perpétuité, étant donné les possibilités d’aménagements de peine.

#### Cas des mineurs
Les personnes de moins de 18 ans en France ne peuvent être condamnées à plus de 20 ans de réclusion criminelle.
Toutefois, s’ils ont au moins 16 ans, la Cour d’assises des mineurs peut sur décision spécialement motivée leur retirer l’excuse de minorité (considérant qu’ils sont aussi matures que des adultes).
Avant 2016, ce retrait de l'excuse de minorité ouvrait ainsi la possibilité d’une condamnation à perpétuité comme ce fut le cas de Patrick Dils (avant que l’on découvre qu’il s’agissait d’une erreur judiciaire). En juin 2013, Mathieu Moulinas, âgé de 17 ans au moment des faits, a lui aussi été condamné à la prison à perpétuité ; il est reconnu coupable du viol suivi du meurtre d'une élève de 13 ans en novembre 2011 au collège Cévenol du Chambon-sur-Lignon (Haute-Loire), où il était également élève. Cependant pour les mineurs, la peine ne peut jamais être assortie d'une période de sûreté, il n'y a que le temps d'épreuve de 18 ans, réductible à 16 et demi (22 ans en cas de récidive, réductible 20 ans et 9 mois)[réf. souhaitée].
Depuis une loi du 18 novembre 2016, aujourd'hui codifié à l'article L121-7 du Code de la justice pénale des mineurs, en cas de retrait de l'excuse de minorité, les mineurs ne peuvent être condamnés à la réclusion à perpétuité. La peine maximale encourue est alors de 30 ans de réclusion criminelle.

#### Récidive
La loi dite des « peines planchers » impose un minimum de 15 ans de réclusion criminelle pour crime passible de la perpétuité commis par un récidiviste. Toutefois, la Cour peut prononcer une peine inférieure en considération des circonstances de l’infraction, de la personnalité de son auteur ou des garanties d’insertion ou de réinsertion présentées par celui-ci. Si le criminel en est au moins à sa seconde récidive, la Cour ne peut prononcer une peine inférieure que si l’accusé présente des garanties exceptionnelles d’insertion ou de réinsertion.

### Perpétuité incompressible
La perpétuité incompressible en France est une peine de réclusion criminelle à perpétuité assortie d'une période de sûreté illimitée empêchant tout aménagement de peine. La loi prévoit toutefois qu'après 30 ans d'incarcération, un tribunal de l'application des peines puisse mettre fin à cette période de sûreté perpétuelle. Un aménagement est donc possible in fine, mais en deux étapes.
Elle est instaurée par la loi 94-89 du 1er février 1994 à l'initiative du ministre de la Justice de l’époque Pierre Méhaignerie, membre du gouvernement d'Édouard Balladur. Son périmètre a progressivement été étendu au cours des trente dernières années mais reste limité.
Cette peine n'est applicable qu'aux crimes suivants :
- meurtre avec viol, tortures ou acte de barbarie sur mineur de quinze ans[24] ;
- meurtre d'une personne dépositaire de l'autorité publique (policier, magistrat, etc.) et ce, à l'occasion ou en raison de ses fonctions ;
- assassinat d'une personne dépositaire de l'autorité publique (policier, magistrat, etc.) et ce, à l'occasion ou en raison de ses fonctions ;
- crime terroriste[25].

Entre 1994 et 2022, seules quatre personnes y ont été condamnées : deux tueurs en série et deux personnes ayant violé puis tué un enfant. Le 29 juin 2022, dans le cadre du verdict du procès des attentats du 13 novembre 2015, quatre membres de l'organisation terroriste État Islamique, dont trois présumés morts en Syrie, sont condamnés à cette peine.

### Réclusion criminelle et rétention de sûreté
Depuis l’adoption de la rétention de sûreté, l’opinion semble acquise à l’idée selon laquelle cette loi autorise désormais d’emprisonner des gens à vie ou presque. Or, cela est plus compliqué : la rétention de sûreté permet en fait d’étendre le principe de la perpétuité aux peines d’au moins quinze ans, c’est-à-dire garder des gens en prison jusqu’à ce qu’ils ne soient plus dangereux. En effet, ce principe est certes aussi valable pour les peines à temps mais une fois la durée terminée il est obligatoire de les libérer. La rétention de sûreté permet, elle, de conserver les criminels qui ont fini leur peine dans un hôpital pénitentiaire et non dans une prison à proprement parler (ce qui n’est pas obligatoirement le cas de la perpétuité qui peut entièrement se faire en maison centrale).

### Faits et chiffres
Il existerait entre 500 et 600 condamnés à perpétuité en France, qui purgeraient en moyenne vingt-trois ans de leur peine. La perpétuité est encourue pour d’autres crimes que le meurtre et est parfois effectivement appliquée :
- Khaled Zacharia a été condamné à la prison à perpétuité avec une sûreté de vingt-deux ans début mars 2008 pour le viol accompagné de torture d’une femme de 23 ans devenue paraplégique à la suite de ce crime[27].
- Michel Lajoye a été condamné en 1990 (placé en détention préventive depuis 1987) à la prison à perpétuité avec une sûreté de 18 ans pour avoir commandité un attentat à la bombe dans un café au Petit-Quevilly, n’ayant fait que des dégâts matériels (libéré en novembre 2007).
- Lucien Gere, 57 ans, a été condamné en 2008 par la loi sur la récidive qui fait qu'un crime puni de vingt ans de prison devient passible de la perpétuité en cas de récidive. En 2004, il a violé une fillette de 11 ans à plusieurs reprises avant de la ramener chez elle. L'homme a nié les faits, mais des traces ADN l'ont confondu. Lucien Gere était sorti de prison peu avant après avoir purgé une peine de dix-sept ans de prison pour l'enlèvement et le viol d'une fillette de 12 ans en 1991. Là encore, il a toujours nié l'agression reprochée. Il a aussi toujours refusé de se soigner en prison[28].
- Jean-Luc Blanche a été condamné en 2006 à la réclusion criminelle à perpétuité avec 22 ans de période de sûreté pour cinq autres viols commis en 2003. Il avait bénéficié d'une libération conditionnelle en 2002 après avoir déjà passé 12 ans en prison pour avoir commis quatre viols[29].

En 2008, 28 personnes ont été condamnés à perpétuité (sur 535 condamnations pour homicides volontaires), parmi lesquels 7 étrangers ; une femme (Monique Olivier) ; un mineur au moment des faits et une condamnation par contumace. Deux avaient entre 20 et 24 ans, quatre entre 25 et 29 ans, treize entre 30 et 39 ans et neuf entre 40 et 59 ans. 16 de ces condamnations ont été prononcées pour homicide volontaire et 12 pour d'autres crimes, dont 4 pour des cas gravissimes de viol. 16 condamnés à perpétuité ont obtenu une libération conditionnelle en 2007. Alors que les organisations proches de la gauche, en particulier la Ligue des droits de l'homme, critiquent la durée d’incarcération des condamnés à perpétuité, voire le principe même de cette peine, de nombreuses propositions de lois ont été présentées par la droite pour porter la période de sûreté à 30 ans. Charles Pasqua et quelques-uns de ses collègues sénateurs ont proposé une période de sûreté de 30 ans pour les « crimes les plus odieux » (meurtres d’enfant, de personne vulnérable, de représentant de l’autorité publique ; viol avec tortures ou entraînant la mort ; crimes commis en récidive), avec toutefois la possibilité pour la cour d'assises d'abaisser cette durée lorsqu'elle le juge approprié. À l’Assemblée nationale, le député Jean-Claude Flory, auquel s'associent de nombreux parlementaires de droite, a proposé de porter le maximum de la période de sûreté de la perpétuité à 30 ans pour tous les crimes concernés par les deux premiers alinéas de l’article 132-23 (c'est-à-dire presque tous ceux prévus par le code pénal).
Concernant une éventuelle élévation de la période de sûreté :
- Le procureur dans l'affaire Patrice Alègre s'était offusqué : « que l'on commette un assassinat ou dix assassinats, la peine est la même », soit la perpétuité avec 22 ans de sûreté[34].
- Plusieurs propositions de loi sont allées en ce sens alors qu’aucune concernant une éventuelle réduction n’a été déposée[35].
- Les sondages indiquent, lors du débat sur la rétention de sûreté, que les citoyens y sont largement favorables[36].

### Cas notables controversés
Patrick Gateau a été condamné à perpétuité en 1990 pour un assassinat après 10 autres condamnations pour divers crimes et délits. Il a comparu du 9 au 19 juin 2008 devant la cour d'assises de Seine-et-Marne pour un autre assassinat commis peu après sa libération conditionnelle, assisté d'un maçon présenté comme influençable, Serge Matthey, et a été condamné de nouveau à la perpétuité, cette fois avec 22 ans de sûreté. Nicolas Sarkozy, alors ministre de l'Intérieur, avait mis en cause « le juge » qui avait « osé remettre un monstre pareil en liberté conditionnelle », estimant qu'il devait « payer pour sa faute ».
Lucien Léger a été incarcéré 41 ans (1964-2005), l’une des plus longues peines en Europe, même s’il n’égale pas la détention du criminel anglais John Straffen qui resta incarcéré 55 ans (de 1951 à sa mort fin 2007). Accusé du meurtre d’un garçon de 11 ans, il échappa à la peine de mort en raison de l’absence de préméditation et fut condamné à perpétuité avec un temps d’épreuve maximal pour l’époque, soit 15 ans. Détenu modèle, libérable en 1979, il n’obtient aucune libération car il clame son innocence (il affirme avoir fait 41 ans de prison pour rien) et au nom d’un risque supposé de récidive avancé par les experts alors qu’il était en prison depuis 37 ans (il refusait tout suivi psychiatrique au nom de son innocence). Une autre raison invoquée est celle du père de la victime qui s'opposait à toute libération et avait fondé une association pour le rétablissement de la peine de mort (il avait menacé de le tuer s'il était libéré). Lucien Léger a porté plainte devant la Cour européenne des droits de l'homme pour discrimination et traitement inhumain et dégradant. La Cour accepta de l’entendre et une chambre de 7 juges lui donna tort sur chacune de ses plaintes à 5 voix contre 2. Le juge français Jean-Paul Costa, qui par ailleurs préside la Cour, a écrit une opinion dissidente. Lucien Léger a été entendu devant la Grande Chambre qui se composait de 17 juges le 30 avril 2008 à 9 h. À la suite du décès de Lucien Léger le 18 juillet 2008, l'appel devant la grande chambre a été retiré du rôle par une décision CEDH du 30 mars 2009.
Mis en accusation pour avoir enlevé et étranglé un enfant de sept ans pour une rançon, Patrick Henry échappe à la guillotine grâce à la plaidoirie de Robert Badinter (il fallait 8 voix sur 12 pour prononcer la mort, 7 membres seulement ont voté la mort). Durant sa détention il se comporte en détenu modèle et passe des diplômes, ce qui conduit à une libération anticipée. Peu après sa sortie de prison, il est appréhendé pour trafic de drogue et retrouve sa condition de condamné à perpétuité.
Sébastien Simonnet (né en 1976), accusé d'actes de barbarie suivis de meurtre sur un codétenu (Johnny Agasucci, 26 ans, en détention provisoire), en août 2004, à la maison d'arrêt Charles III de Nancy, a été condamné le 16 janvier 2009 à la réclusion criminelle à perpétuité par la cour d'assises de Meurthe-et-Moselle. La Cour a assorti la peine d'une période de sûreté de 22 ans, la perpétuité incompressible n'étant applicable qu'aux crimes commis sur les mineurs. Simonnet, décrit par les expertises comme « borderline » et « psychopatique », avait déjà été condamné avant son crime dans une affaire similaire de tortures sur un codétenu en 1999/2000. Son cas pose doublement le problème de la mise hors d'état de nuire des criminels dangereux car en plus d'être récidiviste, Simonnet était incarcéré durant son forfait et n'avait pas été placé à l'isolement alors qu'on le savait dangereux,.

#### Dans le monde
- Prison
- Emprisonnement
- Emprisonnement à perpétuité

#### En France
- Prison en France
- Sanction pénale en France
- Emprisonnement en France
- Perpétuité incompressible en France
- Liste des plus anciens détenus de France
- Peine de mort en France